# Болије ле Лош
Болије ле Лош (фр. Beaulieu-lès-Loches) је насељено место у Француској у региону Центар, у департману Ендр и Лоара.
По подацима из 2011. године у општини је живело 1773 становника, а густина насељености је износила 456,96 становника/km².

## Демографија
| 1962. | 1968. | 1975. | 1982. | 1990. | 2011. |
| ----- | ----- | ----- | ----- | ----- | ----- |
| 1.827 | 1.756 | 1.769 | 1.768 | 1.864 | 1.773 |